# Erika Ligeti

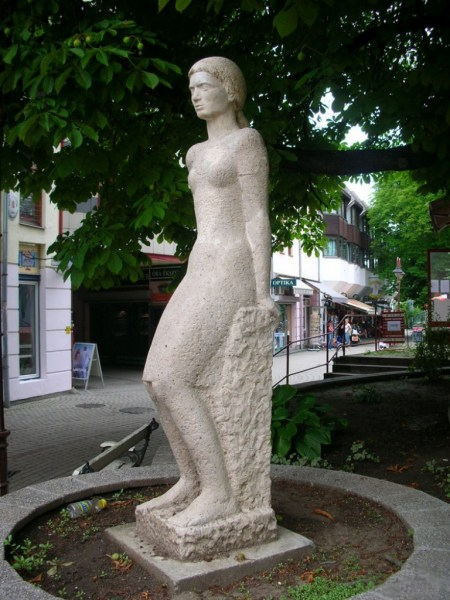
Sitzendes Mädchen, Kalkstein, 180 cm, Siófok, Dimitrov-Park, 1964

Erika Ligeti (* 30. März 1934 in Budapest; † 30. Juli 2004 in Szentendre) war eine ungarische Bildhauerin und Medailleurin.

## Leben und Wirken
Erika Ligeti studierte an der Ungarischen Akademie der bildenden Künste („MKE“) bei Iván Szabó.
Ihr Schaffen war gekennzeichnet durch die Beschäftigung mit den Techniken des Bronzegusses und der Terrakotta. Einen großen Teil ihrer Arbeit nahmen die Medaillenkunst und das Relief ein. Sie gestaltete ihre Arbeiten anfangs poetisch, oft zeigte sie aber auch humorvolle Medaillen und Plastiken.
Erika Ligeti lebte in der Künstlerkolonie in Szentendre. Sie hatte viele Einzelausstellungen im In- und Ausland, nahm an Symposien teil, in Kremnica/Slowakei, in Lettland und in Ungarn.
Von 1969 in Prag bis zu ihrem Ableben war sie jeweils in der ungarischen Kollektion der internationalen Medaillengesellschaft „Fédération Internationale de la Médaille“ (FIDEM) vertreten.
Plastiken stehen in Siófok, Gardony, Budapest. In Würzburg wurde im Jahr 2000 ein Relief auf Simone Weill, von Erika Ligeti gestaltet, angebracht.

## Preise
- Derkovits-Stipendium
- Munkacsy-Preis 1972
- SZOT prize (1983)
- Meritorius Artist of Hungary (1985)

## Ausstellungen
- 1972: Debrecen
- 1974: Helikon-Galerie Budapest
- 1981: Dorottya Galeria, Budapest
- 1982: Sofia, Miskolc
- 2008/2009: Ligeti Erika (1934–2004) szobrászművész emlékkiállítása, BTM Budapest Galéria (Gedenkausstellung; mit Biographie von Viktória L. Kovásznai)[2]